# Репюнит
В развлекателната математика, репюнит – това е число като 11, 111 или 1111, което съдържа само цифрата 1 — по-конкретен вид на репдиджит. Терминът е съставна дума от английските думи repeat, „повторение“ и unit, „единица, част“ и е въведен през 1966 г. от Алберт Х. Бейлър в книгата му Recreations in the Theory of Numbers (Развлечения в Теорията на числата).
Репюнит просто число – това е репюнит, което също е и просто число. Простите числа, които са репюнити в двоичната бройна система са мерсенови прости числа.

## Определение
За каквато и да е b-бройна система репюнитите се определят като (b може да бъде положително или отрицателно)
{\displaystyle R_{n}^{(b)}\equiv {b^{n}-1 \over {b-1}}\qquad {\mbox{за }}|b|\geq 2,n\geq 1.}
По този начин числото Rn(b) се състои от n на брой цифри 1 в бройна система с основа b. Първите два репюнита в b-бройна система за n=1 и n=2 са
{\displaystyle R_{1}^{(b)}={b-1 \over {b-1}}=1\qquad {\text{ и }}\qquad R_{2}^{(b)}={b^{2}-1 \over {b-1}}=b+1\qquad {\text{за }}\ |b|\geq 2.}
В частност, в десетичната бройна система (b=10) репюнитите, се определят като
{\displaystyle R_{n}\equiv R_{n}^{(10)}={10^{n}-1 \over {10-1}}={10^{n}-1 \over 9}\qquad {\mbox{за }}n\geq 1.}
По този начин числото Rn = Rn(10) се състои от n копия на числото 1 в десетична система. Последователността на репюнитите в нея започва с
1, 11, 111, 1111, 11111, 111111, ... (последователност A002275 в OEIS).
По същия начин, репюнитите в двоичната бройна система се определят като
{\displaystyle R_{n}^{(2)}={2^{n}-1 \over {2-1}}={2^{n}-1}\qquad {\mbox{за }}n\geq 1.}
По този начин числото Rn(2) се състои от n копия на числото 1 в двоична система. Всъщност, репюнитите в нея са известни като числа на Мерсен Мn = 2n − 1, те започват с
1, 3, 7, 15, 31, 63, 127, 255, 511, 1023, 2047, 4095, 8191, 16383, 32767, 65535, ... (последователност A000225 в OEIS).

## Свойства
- Всеки репюнит, в която и да е бройна система, с брой цифри съставно число е задължително съставно число. Съответно репюнит (отново във всяка бройна система) броят на цифрите, на който е просто число може да е просто число. Това е необходимо, но не достатъчно условие. Например,
R35(b) = 11111111111111111111111111111111111
= 11111 × 1000010000100001000010000100001
= 1111111 × 10000001000000100000010000001,

тъй като 35 = 7 × 5 = 5 × 7. Тази репюнит факторизация не зависи от бройната основа b, в която е изразен репюнитът.

- Всяко положително кратно на репюнита Rn(b) съдържа най-малко n цифри различни от 0 в b-бройна система.
- Единствено известните числа, които са едновременно репюнити, с поне 3 цифри, в повече от една бройна система, са 31 (111 в бройна система с основа 5 = 11111 в двоичната система) и 8191 (111 в бройна система с основа 90 = 1111111111111 в двоичната система). Белгийският математик Гормати изказва своята хипотеза, че тези два случая са единствени.

## Разлагане на десетични репюнити
(Простите делители в червен цвят означават „нови“, т.е. простите делители разделят Rn, но не разделят Rk за всички k < n) (последователност A102380 в OEIS)
| R1 =  | 1                    |
| R2 =  | 11                   |
| R3 =  | 3 · 37               |
| R4 =  | 11 · 101             |
| R5 =  | 41 · 271             |
| R6 =  | 3 · 7 · 11 · 13 · 37 |
| R7 =  | 239 · 4649           |
| R8 =  | 11 · 73 · 101 · 137  |
| R9 =  | 32 · 37 · 333667     |
| R10 = | 11 · 41 · 271 · 9091 |

| R11 = | 21649 · 513239                              |
| R12 = | 3 · 7 · 11 · 13 · 37 · 101 · 9901           |
| R13 = | 53 · 79 · 265371653                         |
| R14 = | 11 · 239 · 4649 · 909091                    |
| R15 = | 3 · 31 · 37 · 41 · 271 · 2906161            |
| R16 = | 11 · 17 · 73 · 101 · 137 · 5882353          |
| R17 = | 2071723 · 5363222357                        |
| R18 = | 32 · 7 · 11 · 13 · 19 · 37 · 52579 · 333667 |
| R19 = | 1111111111111111111                         |
| R20 = | 11 · 41 · 101 · 271 · 3541 · 9091 · 27961   |

| R21 = | 3 · 37 · 43 · 239 · 1933 · 4649 · 10838689                               |
| R22 = | 112 · 23 · 4093 · 8779 · 21649 · 513239                                  |
| R23 = | 11111111111111111111111                                                  |
| R24 = | 3 · 7 · 11 · 13 · 37 · 73 · 101 · 137 · 9901 · 99990001                  |
| R25 = | 41 · 271 · 21401 · 25601 · 182521213001                                  |
| R26 = | 11 · 53 · 79 · 859 · 265371653 · 1058313049                              |
| R27 = | 3 · 37 · 757 · 333667 · 440334654777631                                  |
| R28 = | 11 · 29 · 101 · 239 · 281 · 4649 · 909091 · 121499449                    |
| R29 = | 3191 · 16763 · 43037 · 62003 · 77843839397                               |
| R30 = | 3 · 7 · 11 · 13 · 31 · 37 · 41 · 211 · 241 · 271 · 2161 · 9091 · 2906161 |

## История
Въпреки че тогава не са били известни под това име, репюнитите в десетичната система са изследвани от много математици през XIX век в стремежа им да изработят и прогнозират цикличните закономерности в повтарящи се десетични знаци.
Бързо било открито, че за всяко просто p по-голямо от 5, дължината на периода в периодичната десетична дроб 1/p е равен на дължината на най-малкото репюнит число, което се дели на р. Таблица с периодите на реципрочните прости числа до 60 000 е публикувана през 1860 година и позволява на математиците (като Ройшле) разлагане на множители на всички репюнити до R16 и много по-големи. Към 1880 г., дори Р17 до р36 са разложени и, въпреки че Едуард Лукас показва, че никое просто число под три милиона няма период деветнадесет, няма нито един опит да се тестват всички репюнити дали са прости числа до началото на ХХ век. Американският математик Оскар Хоппе доказва, че R19 е просто през 1916 г., а Лемер и Крайчик самостоятелно откриват, че R23 е просто число през 1929 година.
По-нататъшни успехи в изучаването на репюнитите няма чак до 60-те години на ХХ век, когато компютрите дават възможност да се открият много нови делители на репюнитите и да се коригират пропуски в таблиците с периодите на простите числа. R317 се оказва възможно просто число – около 1966 г. и е доказано като такова единадесет години по-късно, когато за R1031 е открито, че е единственото следващо възможно репюнит просто число, с по-малко от десет хиляди цифри. През 1986 година това е потвърдено, но откриването на по-нататъшни репюнит прости числа в следващите десетилетия постоянно се проваля. Въпреки това има сериозни странични разработки в областта на общите репюнити, които показват голям брой нови прости и вероятно прости числа.
От 1999 г. още четири вероятно прости репюнит числа са открити, но едва ли за някое от тях ще бъде доказано, че е просто в обозримо бъдеще, поради огромния им размер.
В Проектът Кънингам се стремят да документират целочисленната факторизация (наред с други числа) на репюнитите в бройните системи с основа 2, 3, 5, 6, 7, 10, 11, и 12.

## Числа Демло
През 1938 индийският математик Капрекар определя числата Демло като низ от лява, средна и дясна част, като лявата и дясната част трябва да бъдат с еднаква дължина (до евентуално водеща 0 вляво), а средната част може да съдържа произволен брой от тези повтарящи се цифри.
Те са наречени в чест на жп гарата Демло на 30 мили от Мумбай, Индия, където Капрекар започнал да ги изследва.
Той нарича Прекрасни Демло числа, палиндромите 1, 121, 12321, 1234321, ..., 12345678987654321. Това са квадратите на първите девет репюнити, поради което някои автори наричат Демло числа безкрайната последователност на  1, 121, 12321, ..., 12345678987654321, 1234567900987654321, 123456790120987654321, ..., (последователност A002477 в OEIS), макар че това не са Демло числа при n = 10, 19, 28, ...